# Родина В. И. Ленина (музей-заповедник)

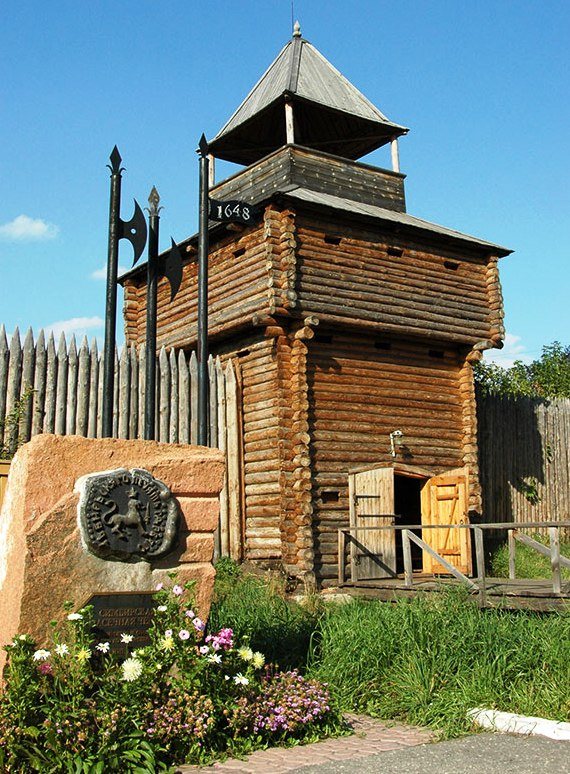
Историко-архитектурный комплекс «Симбирская засечная черта»

Федеральное государственное бюджетное учреждение культуры "Государственный историко-мемориальный музей-заповедник «Родина В. И. Ленина» — государственное учреждение, представляющее собой градостроительно-ландшафтный комплекс, расположенный в центральной части Ульяновска. На данный момент (2024 год) включает в себя 17 музеев и Выставочные залы «На Покровской» и «На Московской», а так же Детский музейный центр. Занимает площадь 174 га.
Особую историко-этнографическую и архитектурную ценность представляет целостная рядовая жилая застройка второй половины XIX — начала XX века, сохранившаяся в историко-мемориальном квартале заповедника, площадью 43,8 га, ставшим сегодня настоящим «музеем под открытым небом», уникальным памятником деревянной застройки русского провинциального города.

## История
Создан в соответствии с постановлениями Совета Министров СССР и Совета Министров РСФСР в 1984 году.
Огромный вклад в развитие музея-заповедника внёс Александр Николаевич Зубов, руководивший им с 1988 по 2012 год. В память о нём в 2013 году на здании дирекции музея-заповедника установлена мемориальная доска, а с апреля 2017 года часть улицы Энгельса — площадь возле музея «Симбирская фотография» так же носит его имя.
Немецкий коллекционер и меценат Йоханнес Альтмеппен передал в дар Музею-заповеднику «Родина В.И. Ленина» различные вещи, связанные с личностью В. И. Ленина, а также  уникальными экспонатами — 12 скульптурами.
В 2024 году музей-заповедник «Родина В. И. Ленина» вошёл в число лучших музеев России.

## Здание дирекции
Дирекция Музея-заповедника «Родина В. И. Ленина» располагается в здании по адресу: ул. Ленина, д 98/17 в жилом доме усадьбы Симбирских купцов Акчуриных.
С 1840 гг. домовладение принадлежало тайному советнику А. Н. Скребицкому, а в 1861 перешло в собственность купцов, потом почетных граждан Акчуриных. С 1917 по 1987 гг. жилой дом и фасады использовались под коммунальные квартиры.

## Музеи в составе
Музеи, входящие в состав Музея-заповедника «Родина В. И. Ленина», уникальны и неповторимы сами по себе, их совокупность создает визуальное представление о российском провинциальном городе второй половины XIX — начала XX века.
- Музей «Симбирская фотография» (Энгельса, 1Б)
- Музей «Симбирская чувашская школа. Квартира И. Я. Яковлева» (ул. Воробьёва, 12)
- Музей «Симбирская классическая гимназия» (ул. Спасская, 18)[10]
- Музей городского быта «Симбирск конца XIX — начала XX вв.» (Дом Анаксагорова; ул. Ленина, 90)
- Музей «Метеорологическая станция Симбирска. Планетарий» и «Археология Симбирского края» (ул. Льва Толстого, 67) — последний деревянный планетарий в Европе.
- Музей «Народное образование Симбирской губернии в 70-80 гг. XIX века» (ул. Энгельса, 6)
- Историко-архитектурный комплекс «Симбирская засечная черта» (ул. Льва Толстого, 43А)
- Историко-этнографический комплекс «Торговля и ремесла Симбирска конца XIX — начала XX вв.» (музеи «Мелочная лавка» и «Столярная мастерская») (ул. Ленина 76, 76А)
- Музей «Градостроительство и архитектура Симбирска-Ульяновска» (Дом, где жила семья Ульяновых; ул. Льва Толстого, 24)[11][12][13]
- Музей «Симбирское купечество» (ул. Ленина, 75А)
- Музей «Симбирские типографии» (ул. Ленина, 73)
- Музей «Пожарная охрана Симбирска-Ульяновска» (ул. Ленина, 43)
- Музей «Архитектуры эпохи модерна в Симбирске» (ул. Льва Толстого, 43)
- Музей «Дом-ателье архитектора Ф. О. Ливчака» (Дом архитектора Ф. О. Ливчака; ул. Архитектора Ливчака, 4)
- Музей «Почтовое дело Симбирска-Ульяновска» (ул. Ленина, 50А)
- Выставочный зал «На Покровской» (ул. Льва Толстого, 63)

## Галерея

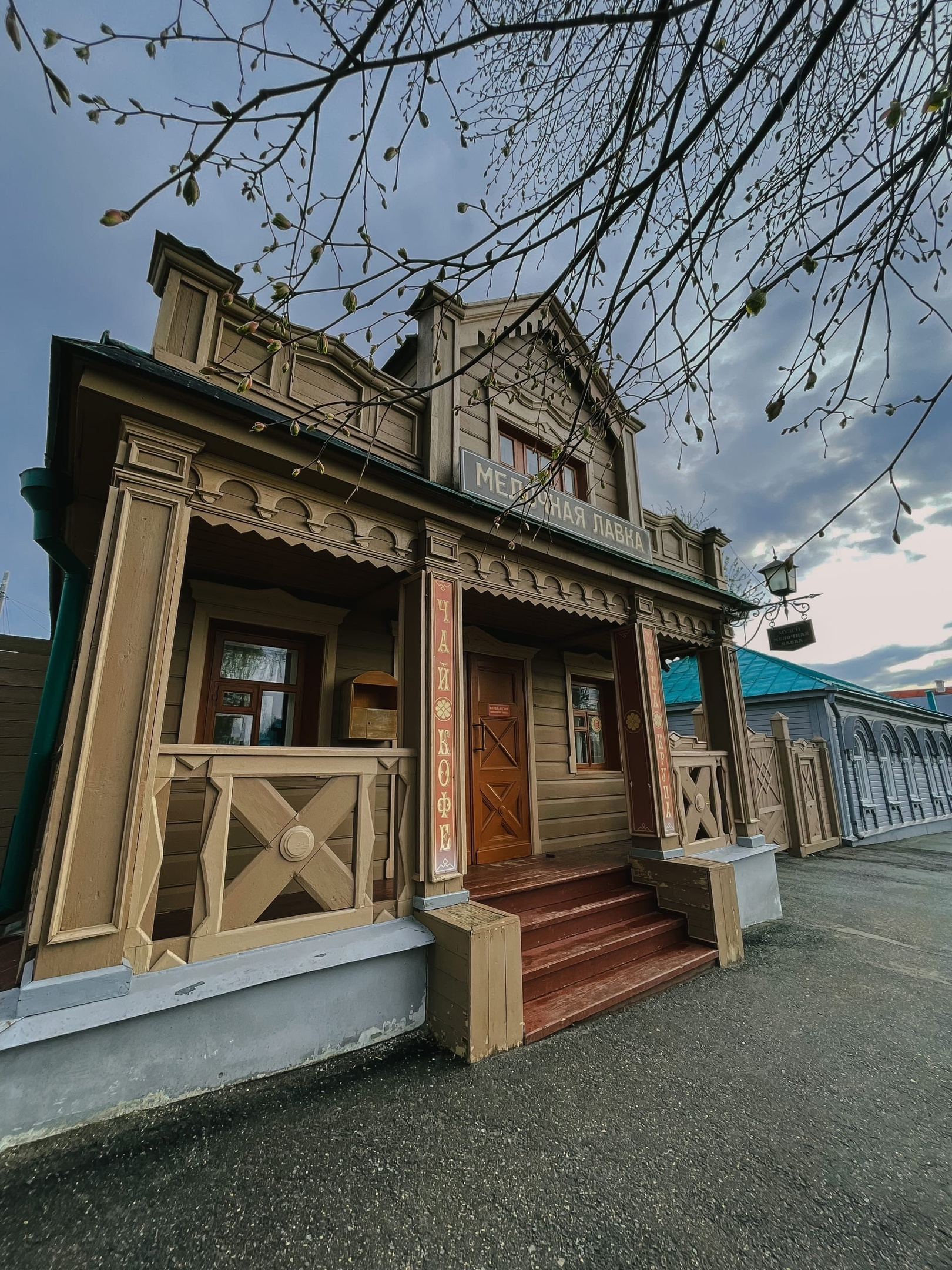
Музей «Мелочная лавка».
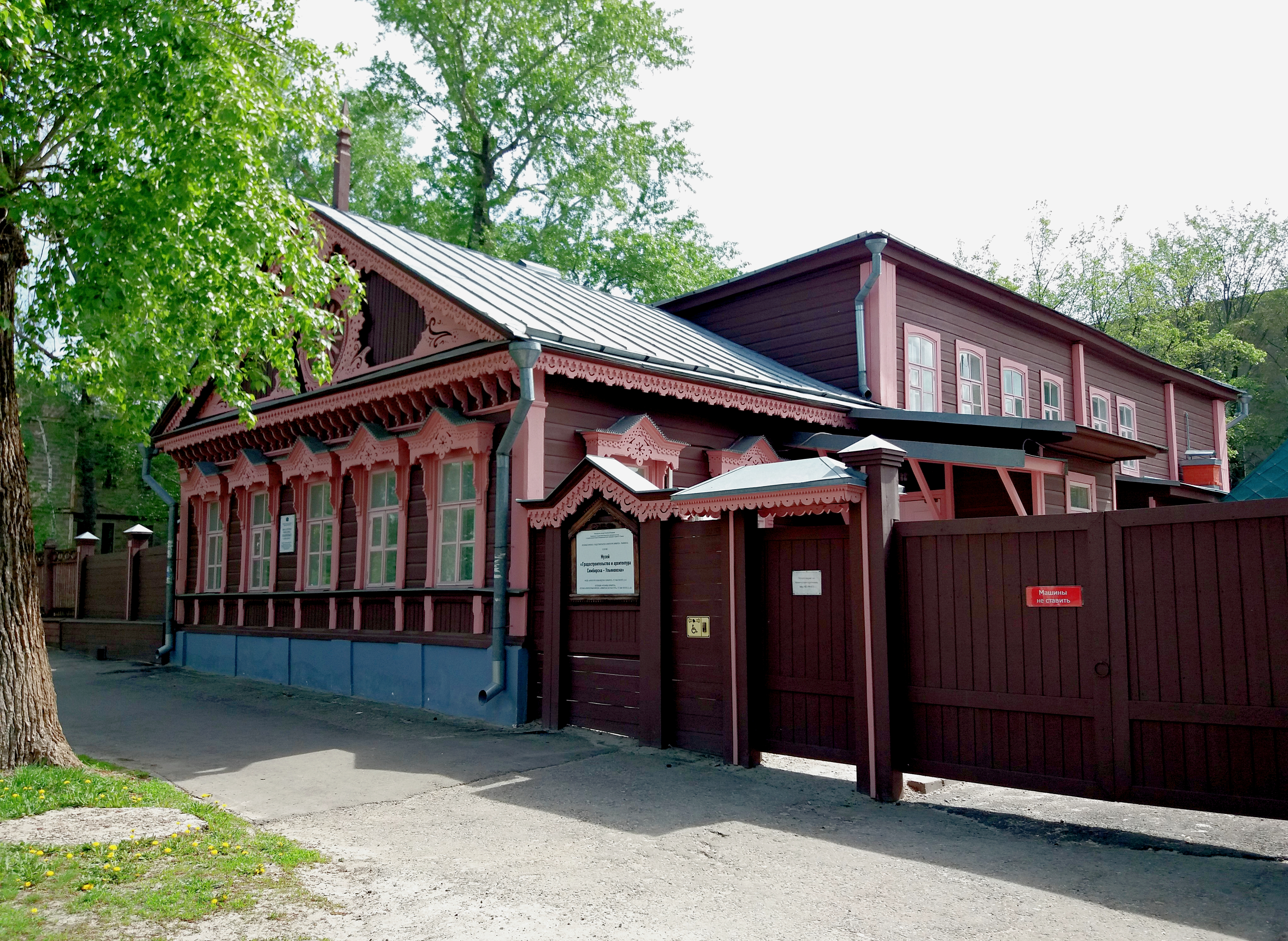
Музей «Градостроительство и архитектура Симбирска-Ульяновска».
Музей «Симбирская чувашская школа. Квартира И.Я. Яковлева».
Указатель музеев на улице Л. Толстого.
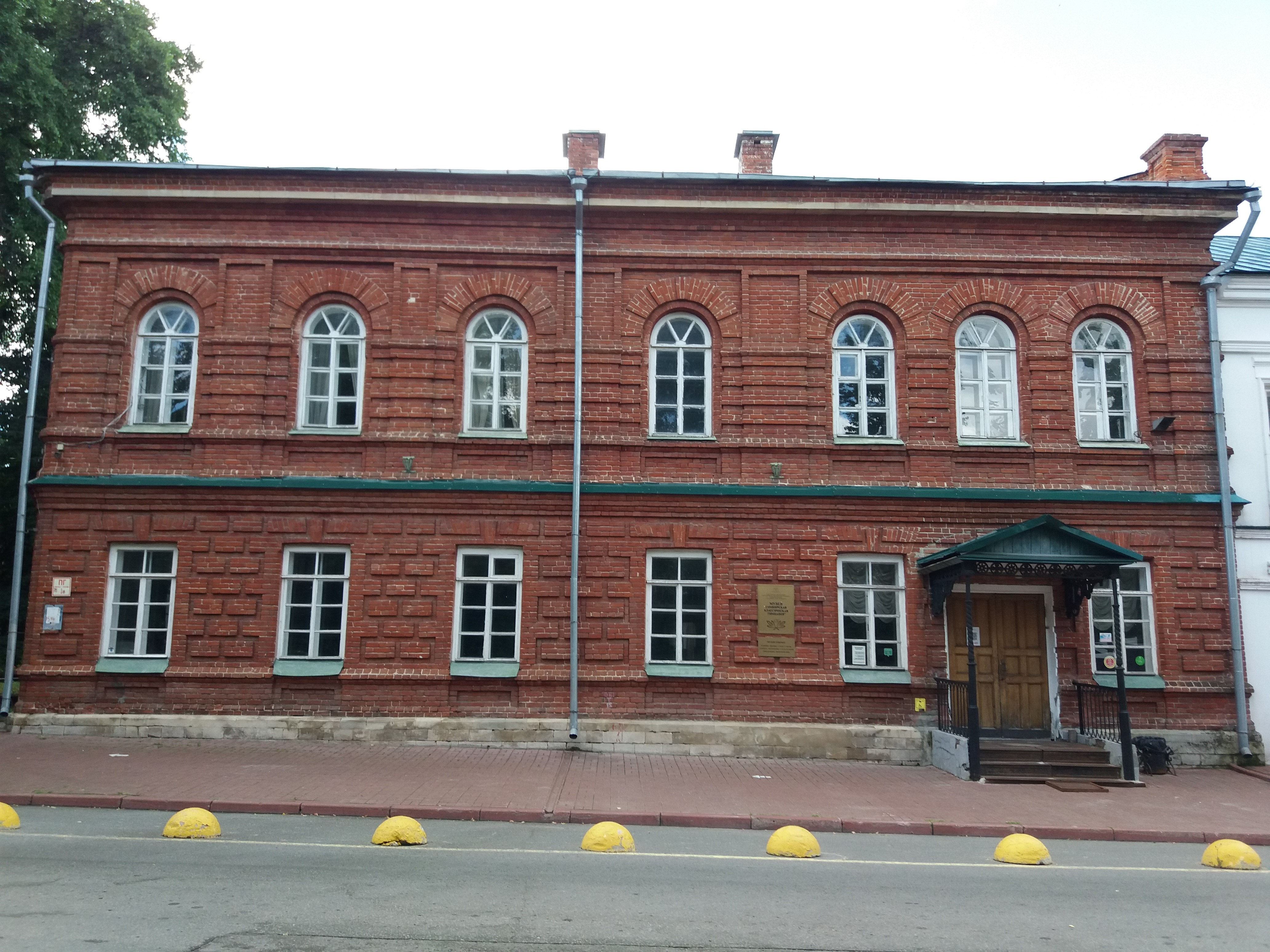
Музей "Симбирская классическая гимназия".
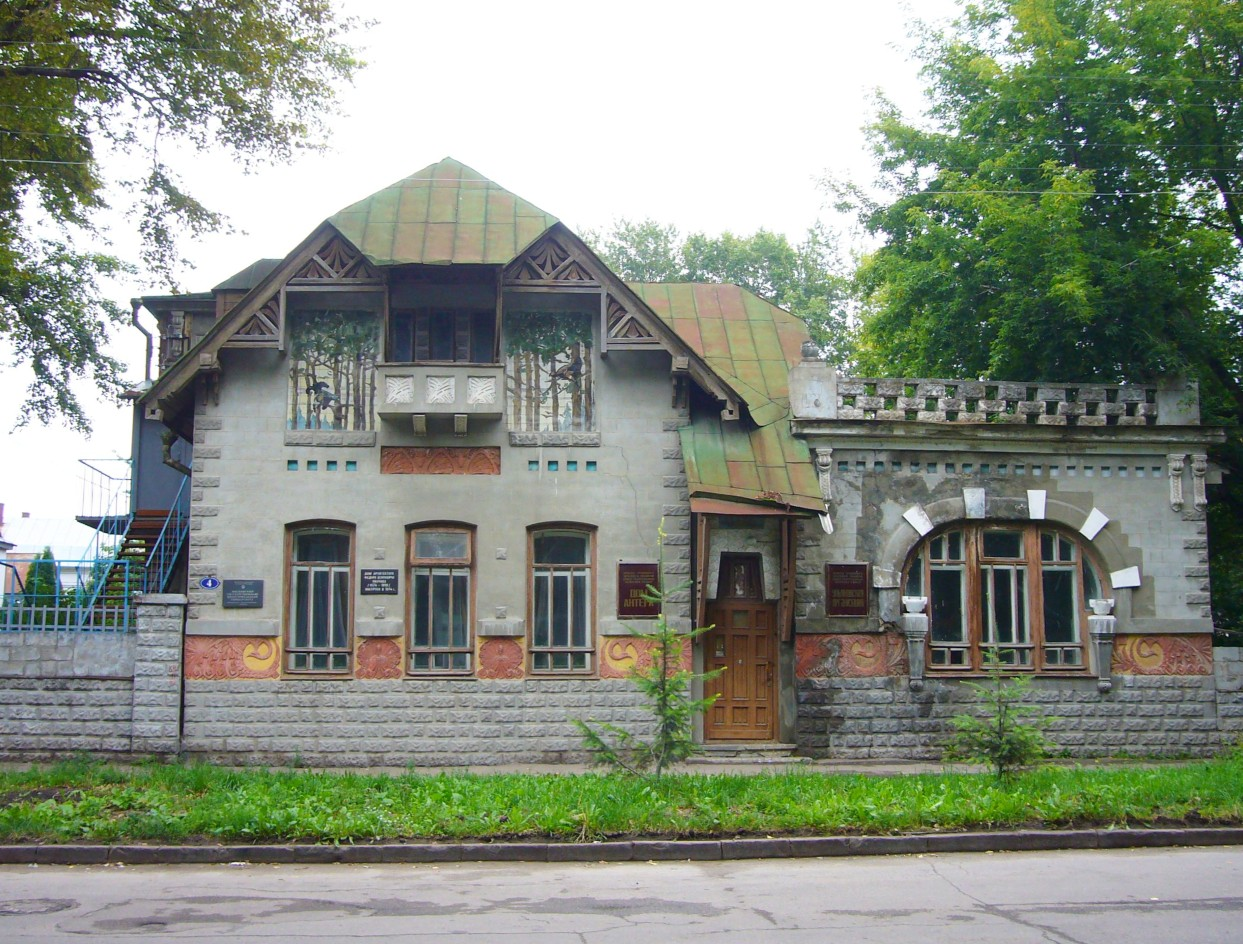
Музей «Дом-ателье архитектора Ф. О. Ливчака».
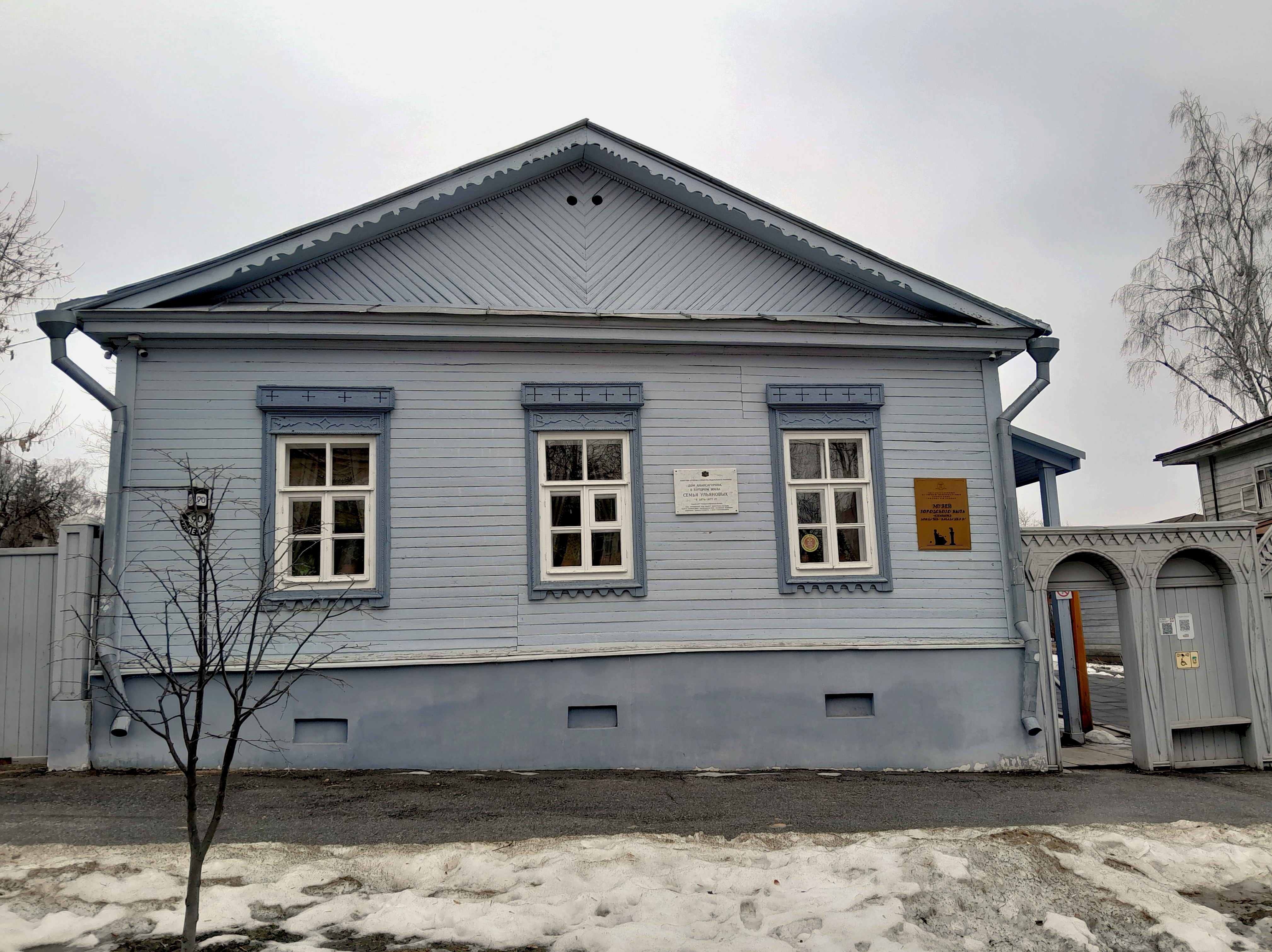
Дом Анаксагорова — музей городского быта «Симбирск конца XIX — начала XX века».
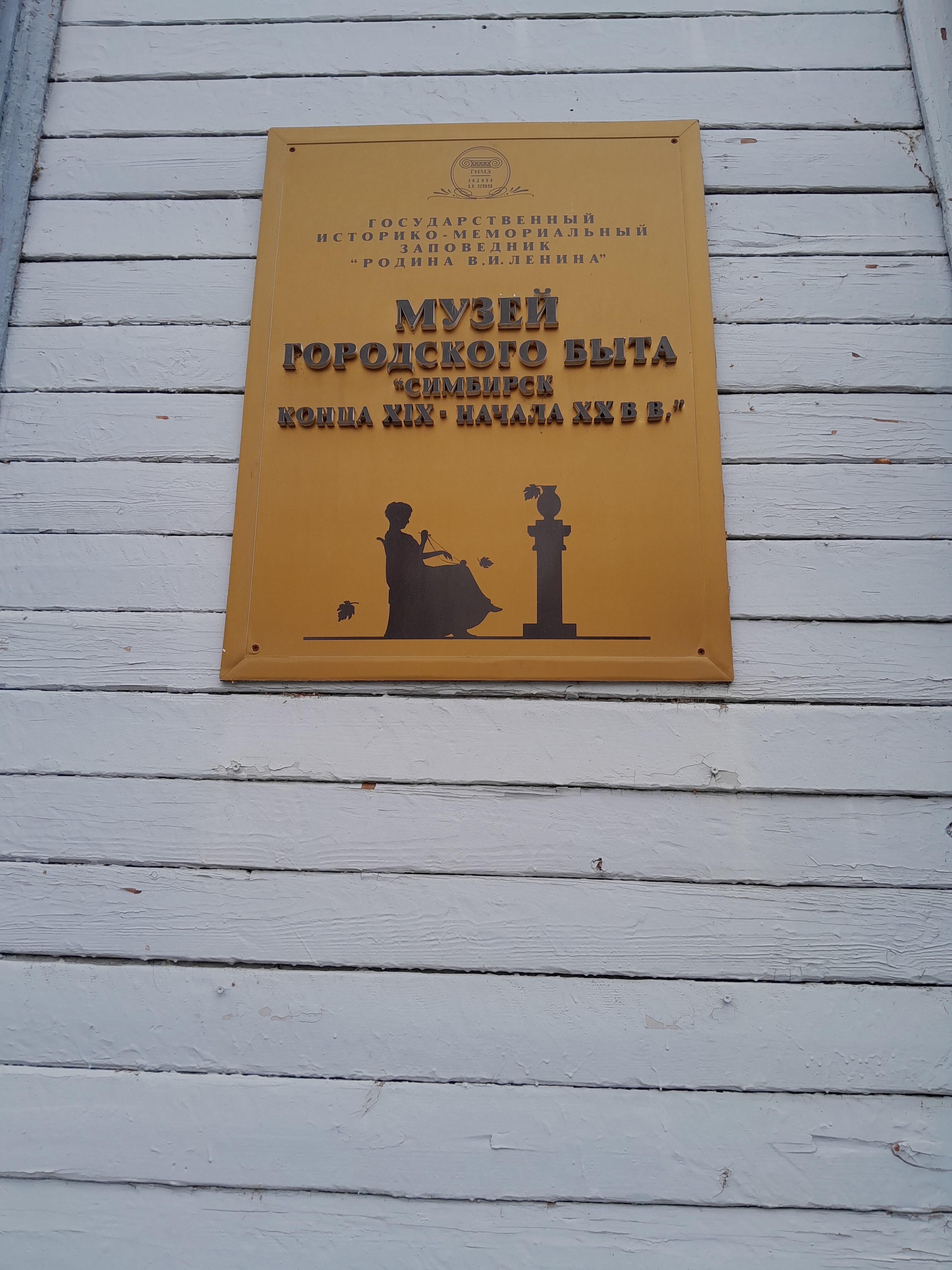
Музей городского быта «Симбирск конца XIX — начала XX вв.».
Табличка на музее "Симбирская классическая гимназия".
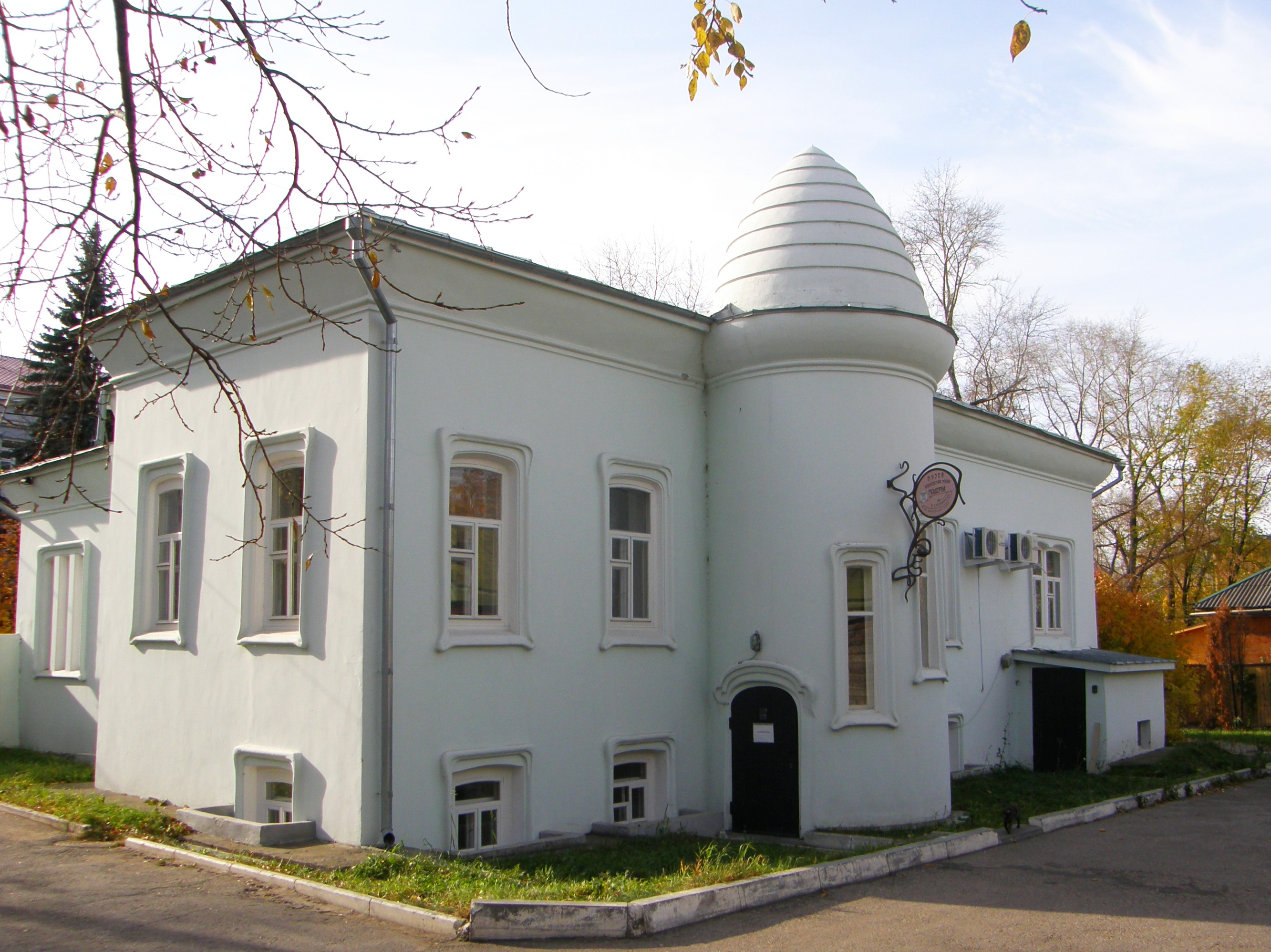
Музей «Архитектура эпохи модерна в Симбирске», улица Льва Толстого (Покровская).
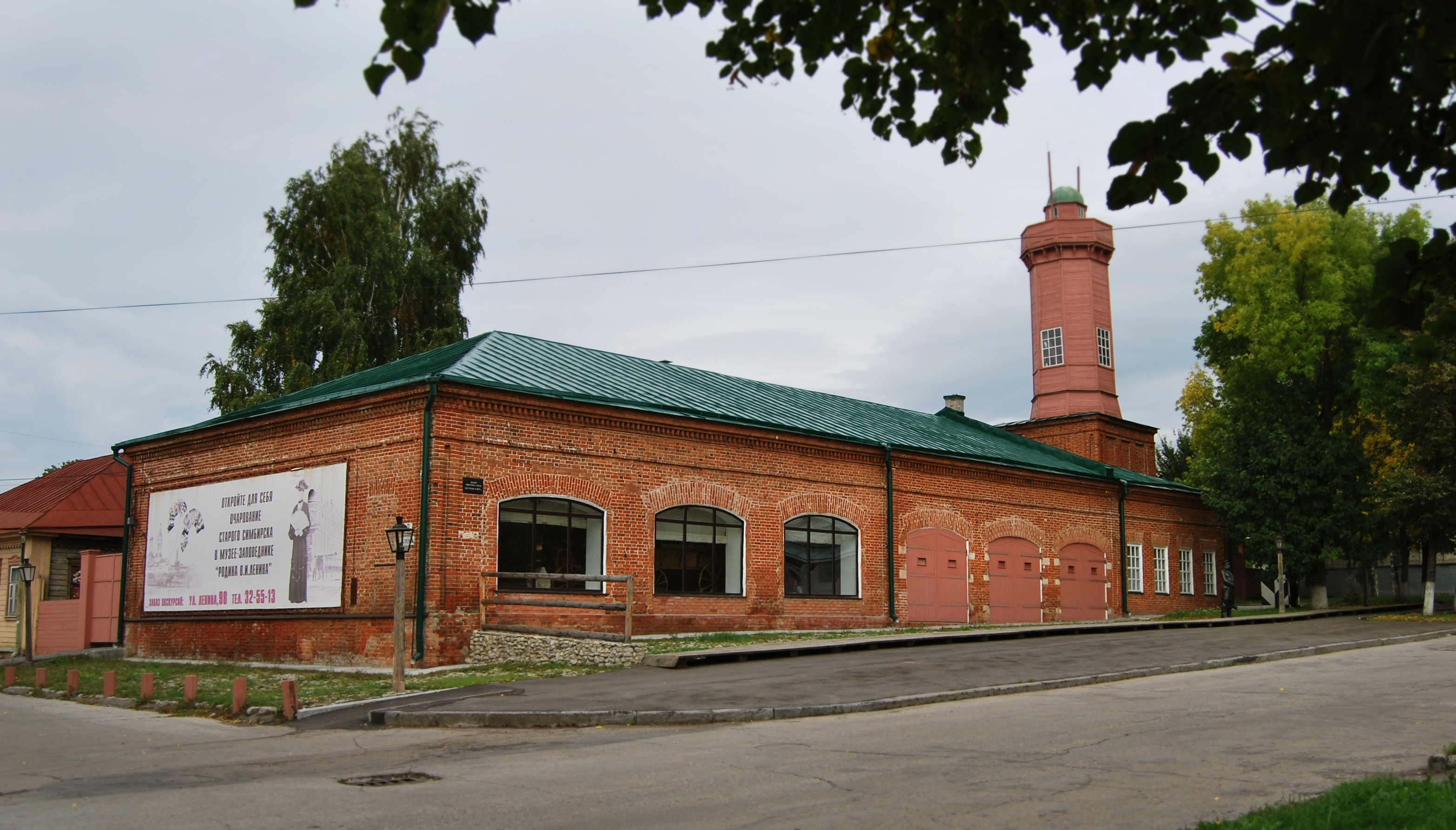
Музей "Пожарная охрана Симбирска-Ульяновска", ул Ленина.
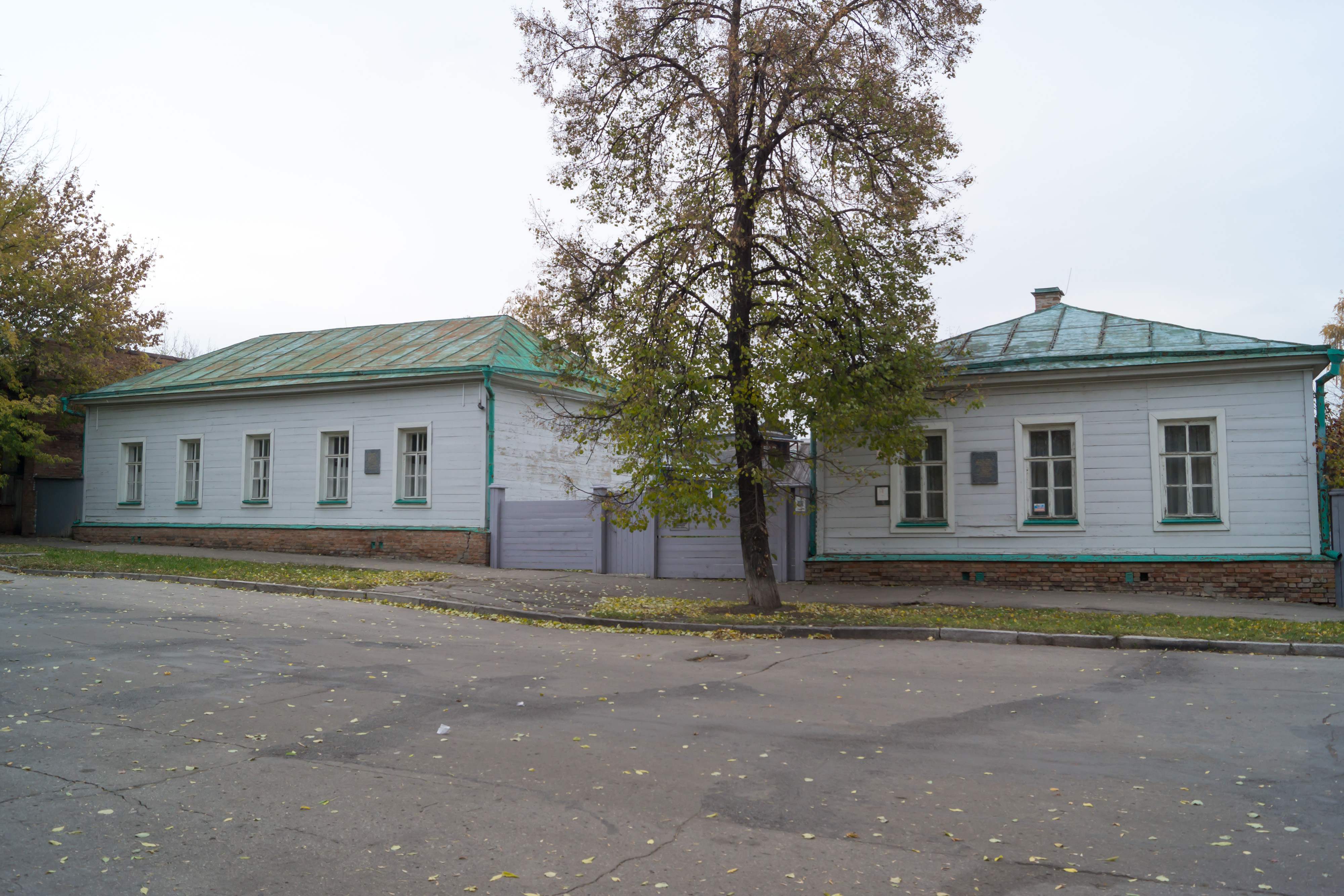
Музей народного образования Симбирской губернии.
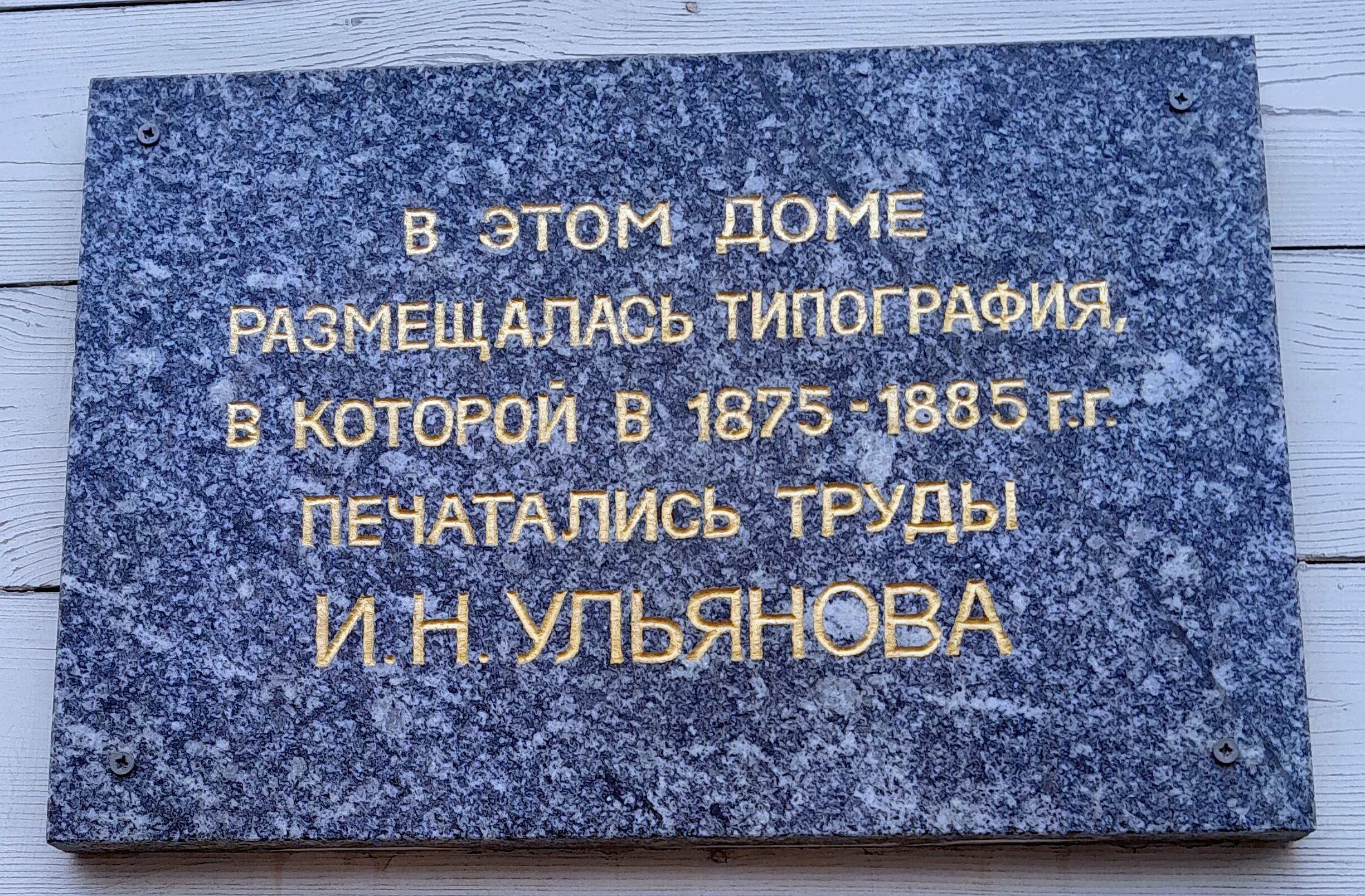
Мемориальная доска И. Н. Ульянову на музее типографии.
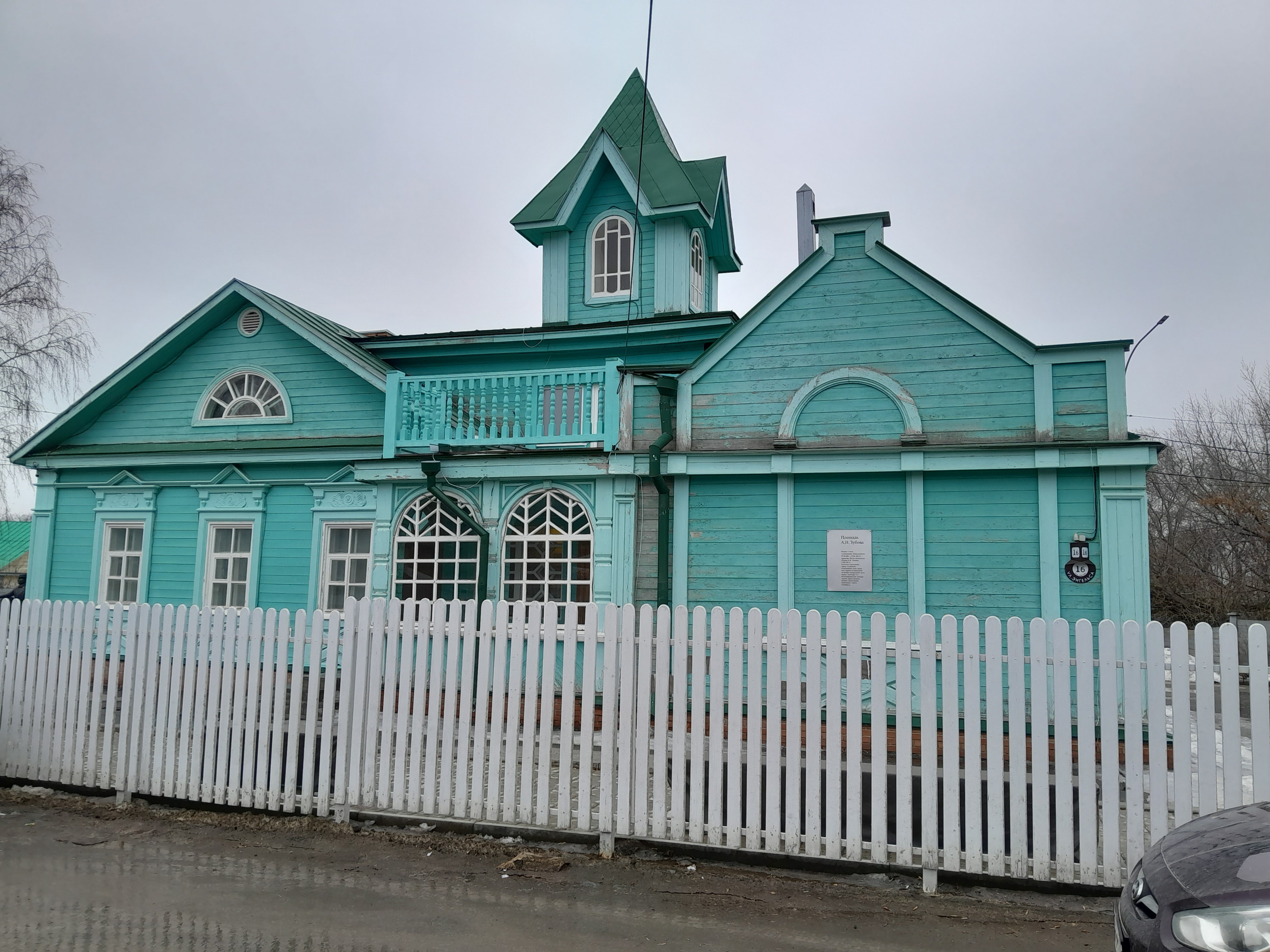
Музей «Симбирская фотография».
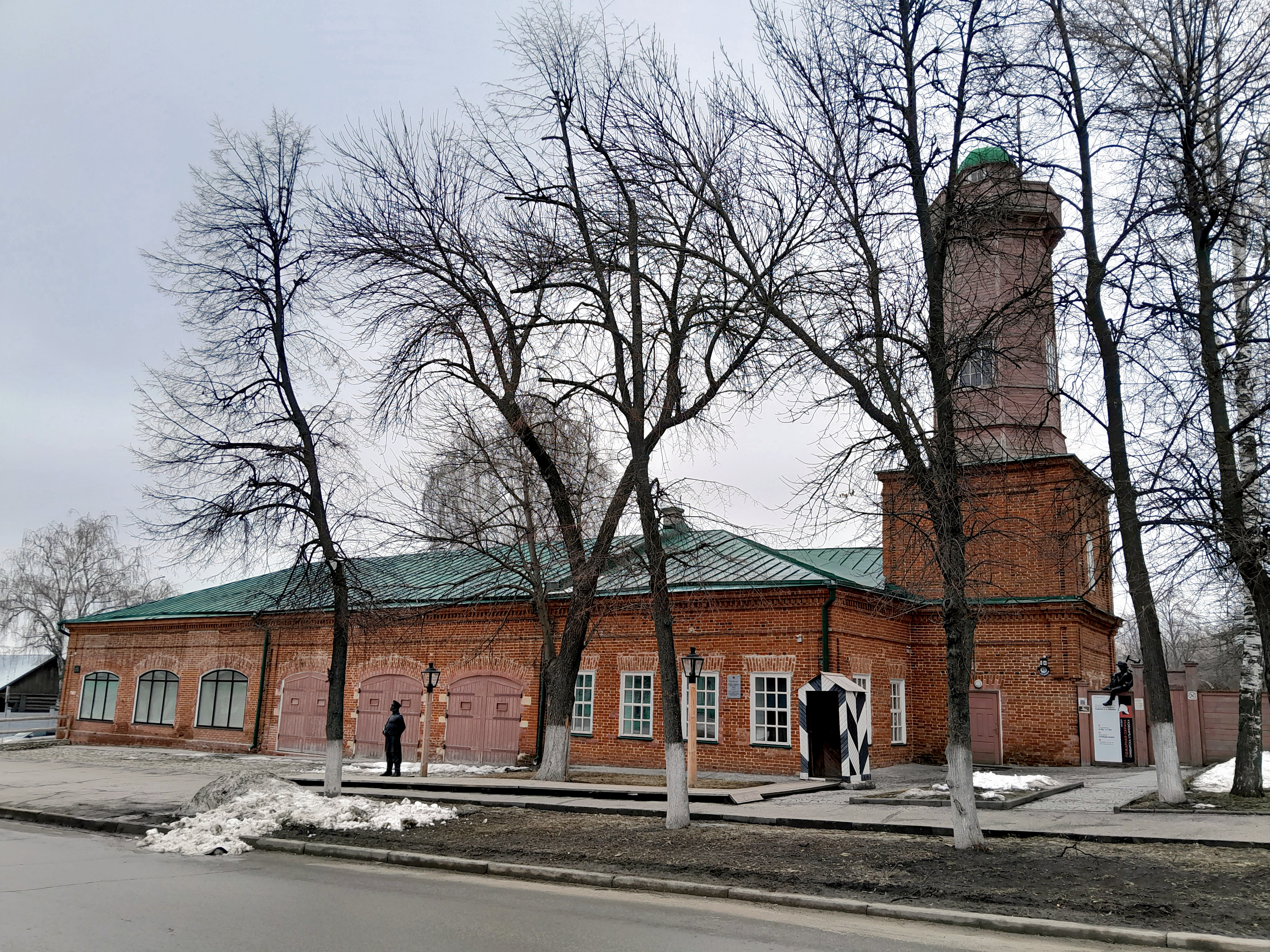
Музей «Пожарная охрана Симбирска-Ульяновска».
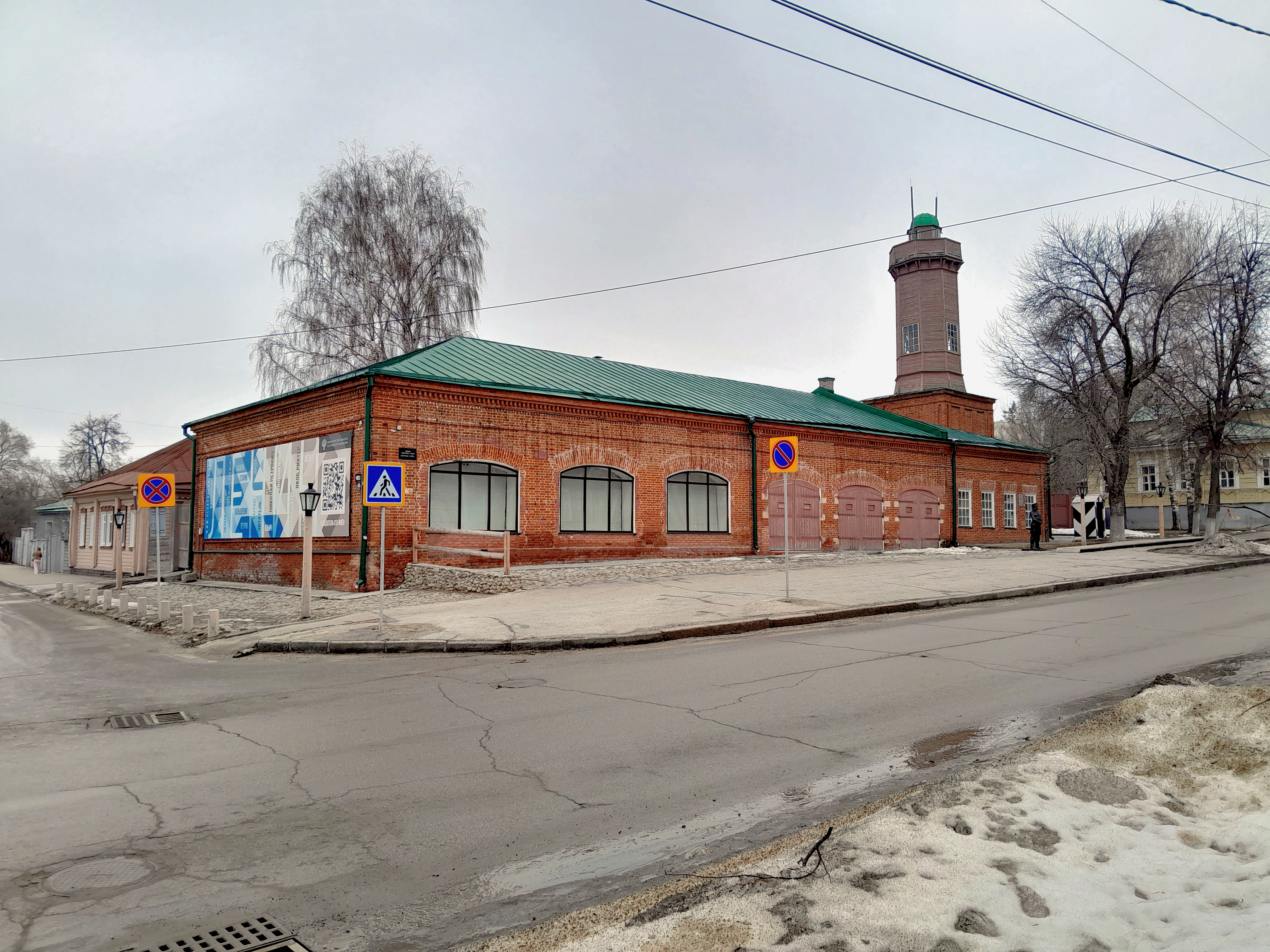
Музей «Пожарная охрана Симбирска-Ульяновска».
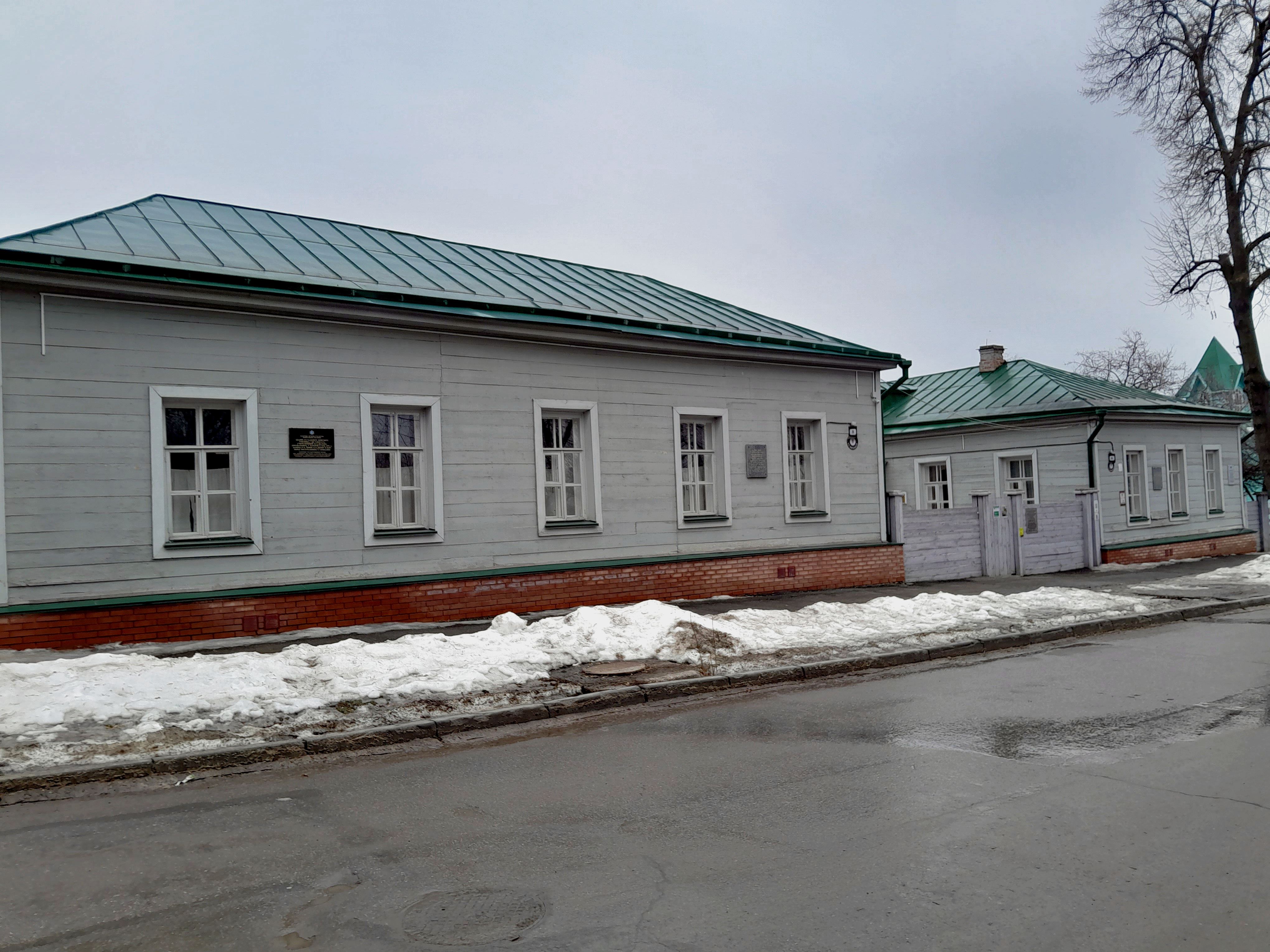
Музей «Народное образование Симбирской губернии в 70-80 гг. XIX века».
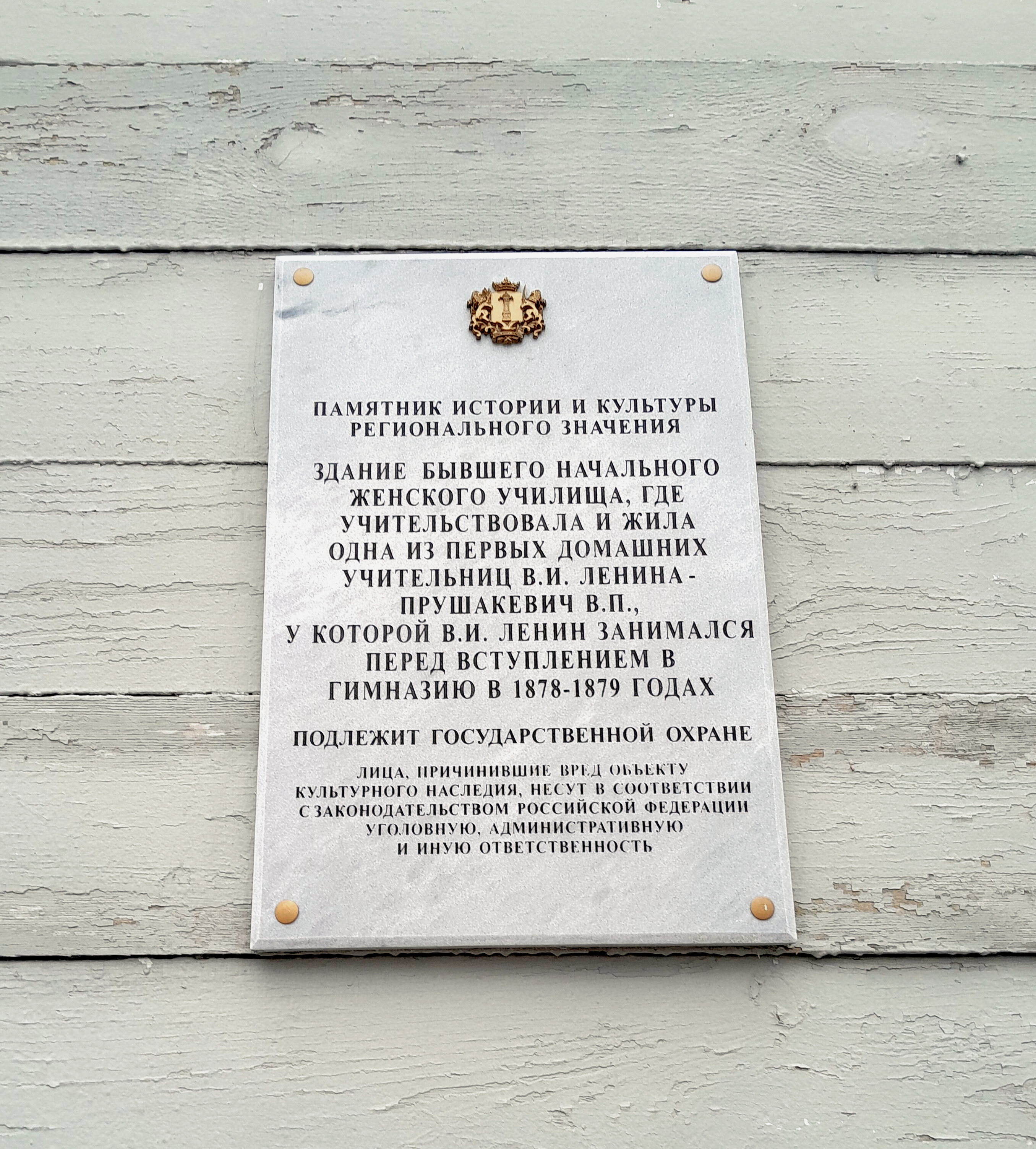
Табличка на музее «Народное образование Симбирской губернии».
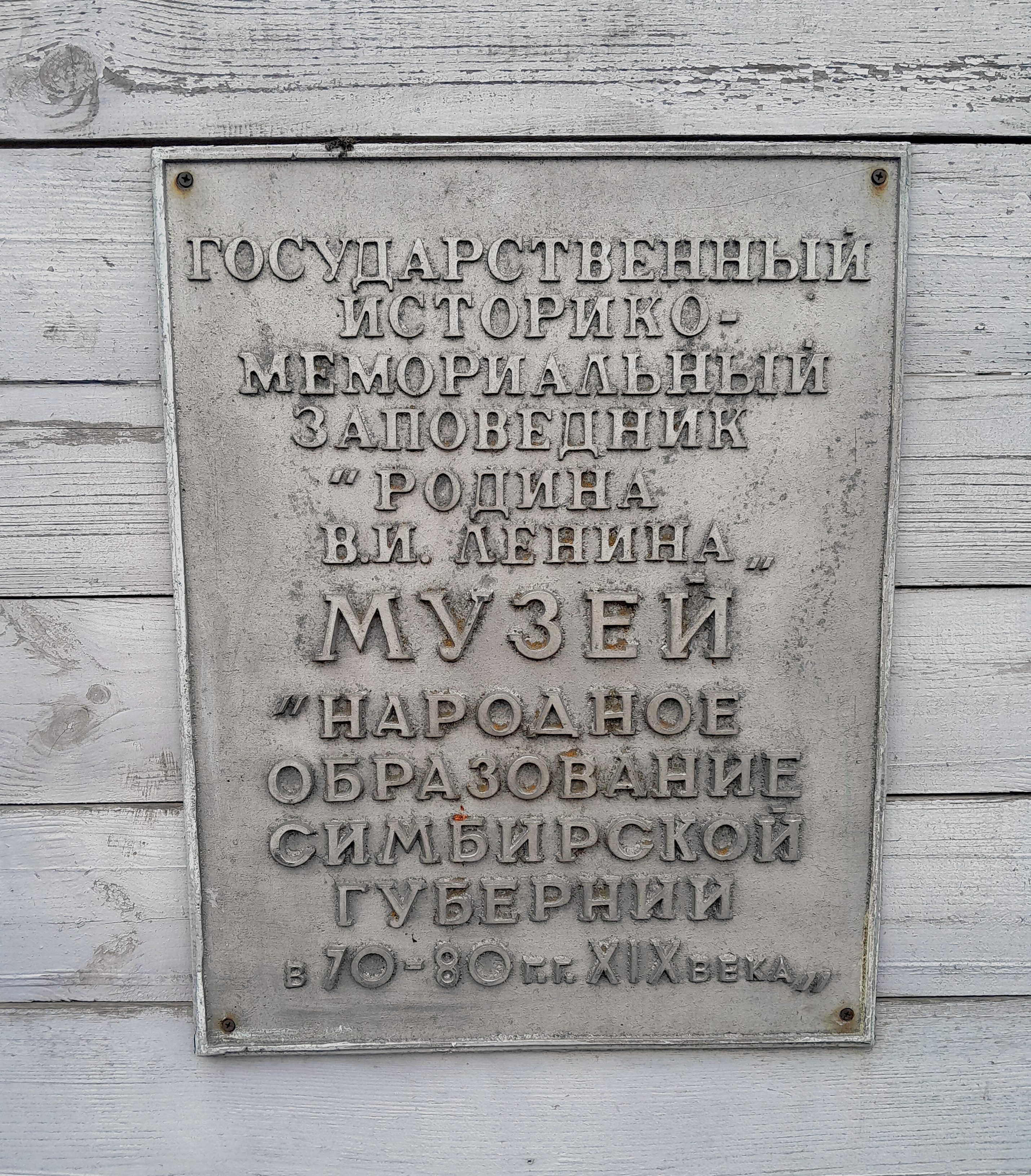
Табличка на музее «Народное образование Симбирской губернии».
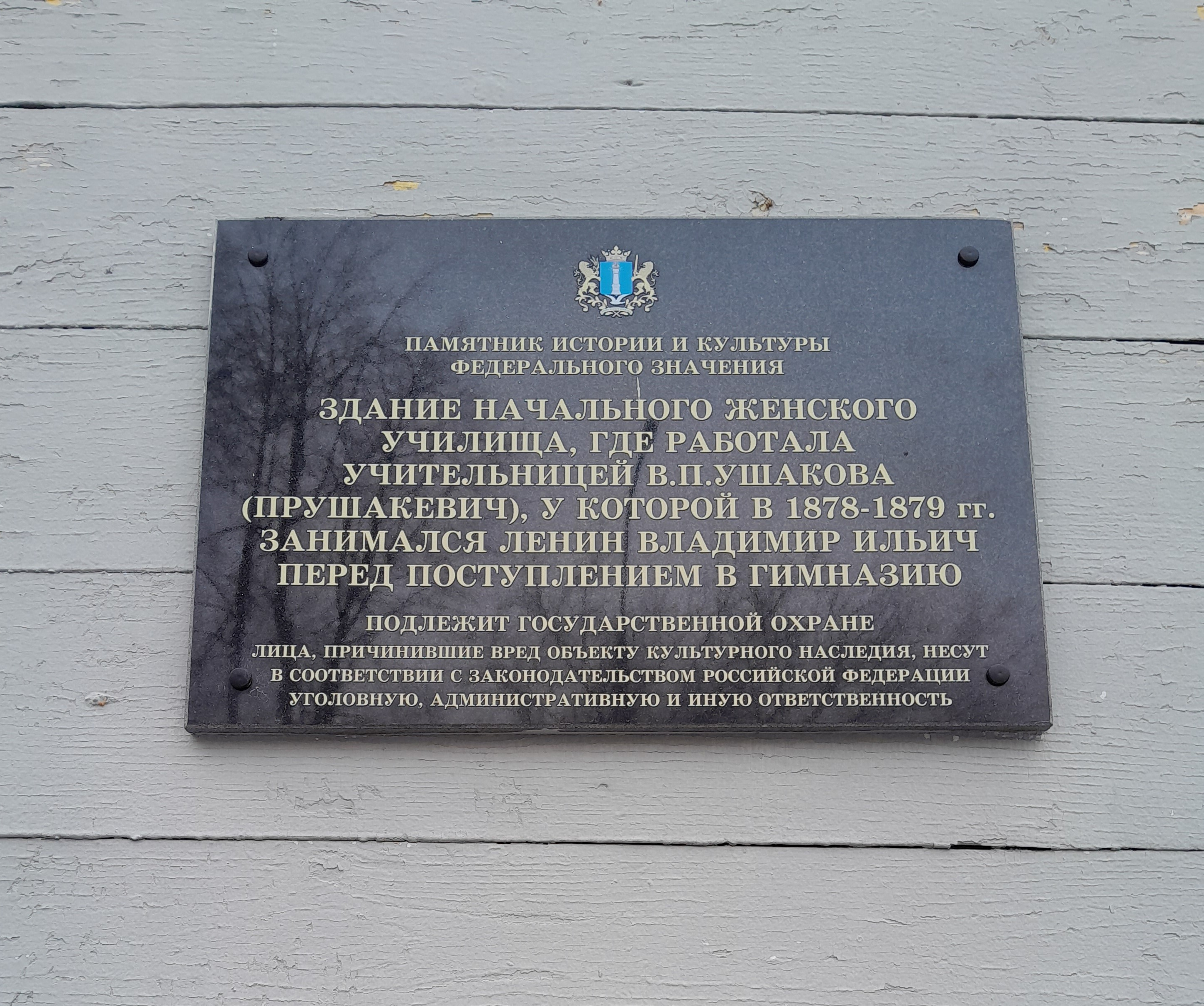
Табличка на музее «Народное образование Симбирской губернии».
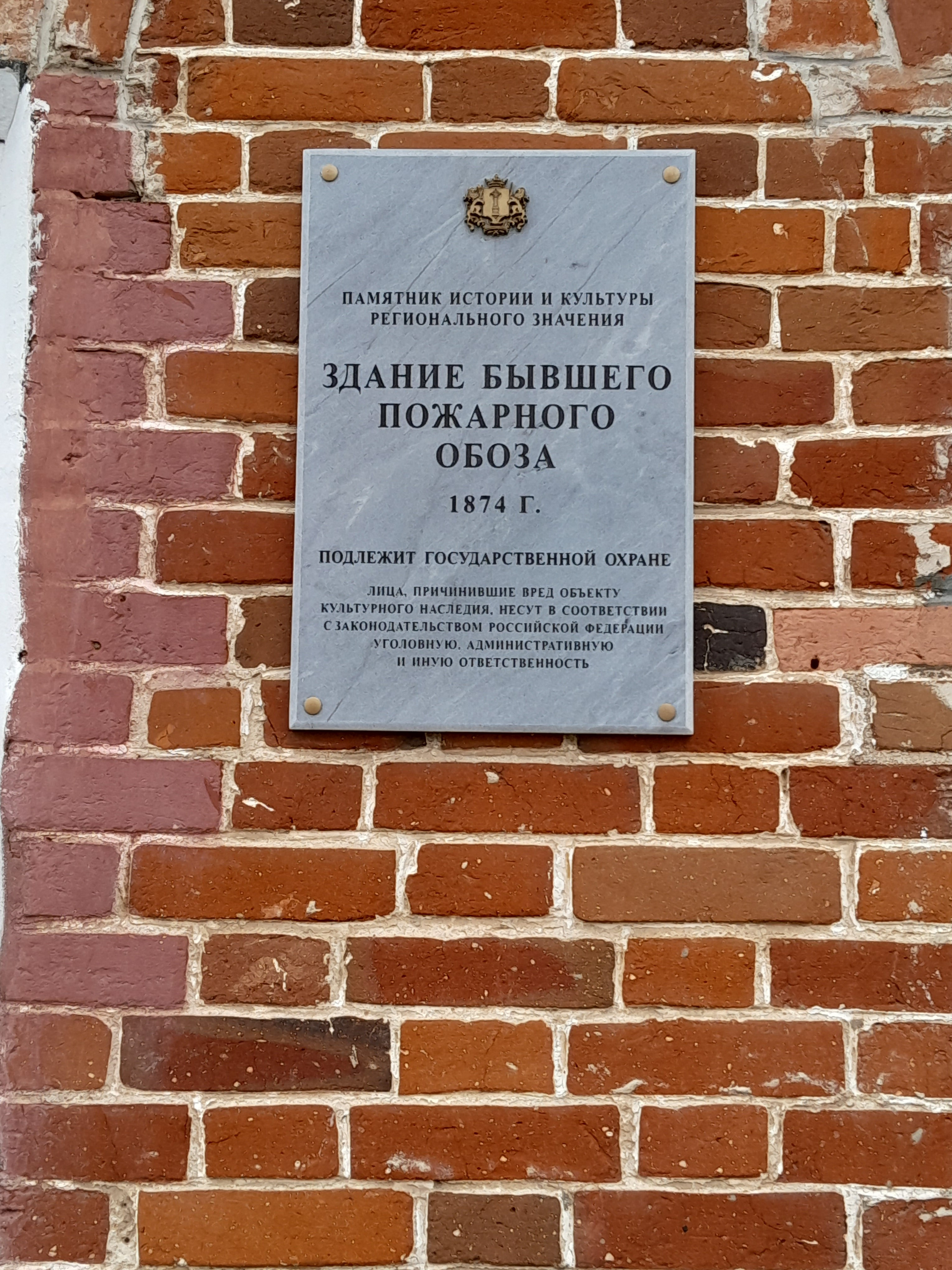
Табличка на музее «Пожарная охрана».

## Музеи-заповедника в филателии
- ХМК СССР, 1991. Ульяновск. Дом актёра, ныне — Музей «Дом-ателье архитектора Ф. О. Ливчак».
- В 2006 году Министерство связи России выпустило ХМК — «Ульяновск. Комплекс Симбирской чувашской школы»[14].
- В 2006 году Министерство связи России выпустило ХМК посвящённый ИАК «Симбирская засечная черта»[15].
- В 2006 году Министерство связи России выпустило ХМК — «Ульяновск. Музей градостроительство и архитектура»[16].
- В 2006 году Министерство связи России выпустило ХМК — «Ульяновск. Музей „Мелочная лавка“»[17].
- В 2006 году Министерство связи России выпустило ХМК — «Ульяновск. Музей „Метеорогическая станция Симбирска“»[18].
- В 2007 году Министерство связи России выпустило ХМК — «Ульяновск. Музей „Симбирская фотография“»[19].
- В 2010 году Министерство связи России выпустило ХМК — "Ульяновск. Музей «Почтовое дело Симбирска-Ульяновска»[20].

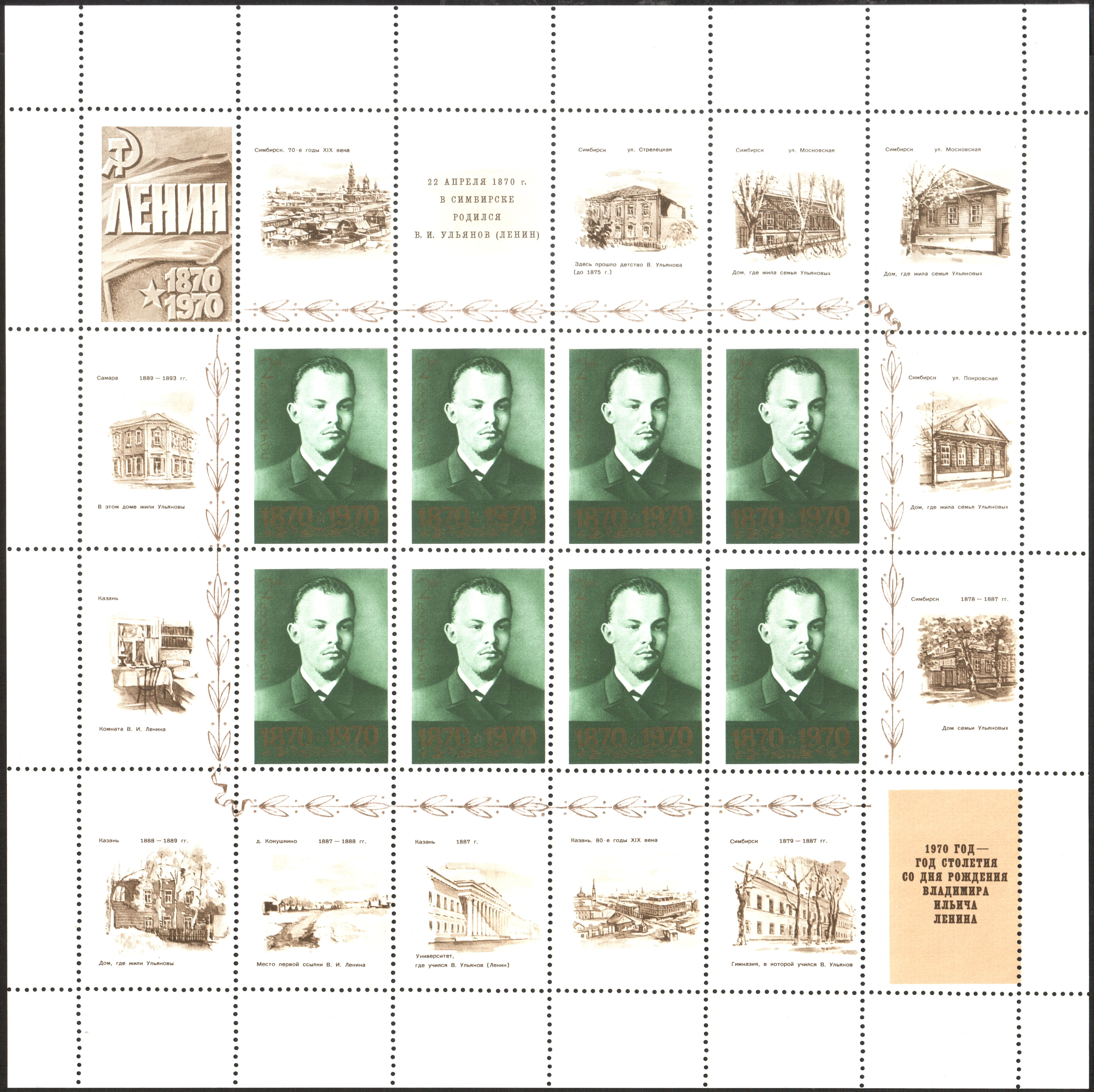
Малый лист Почты СССР 1970 г. на купонах которых изображены музеи в Симбирске.
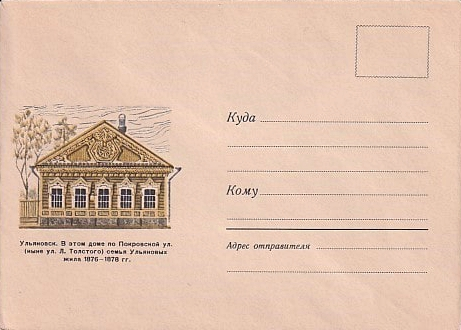
Конверт СССР, 1969. Ульяновск. Дом, где жила семья Ульяновых.
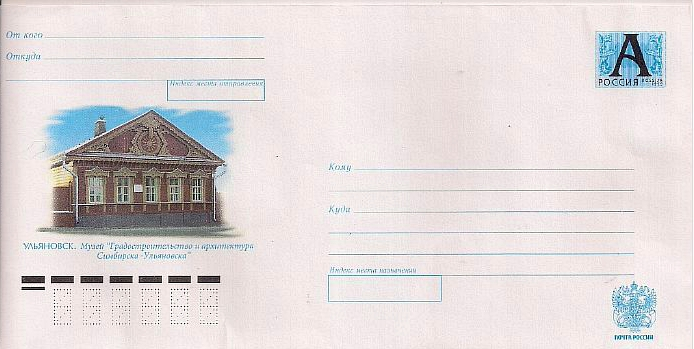
ХМК РФ, 2006 г. Ульяновск. Музей «Градостроительство и архитектура».
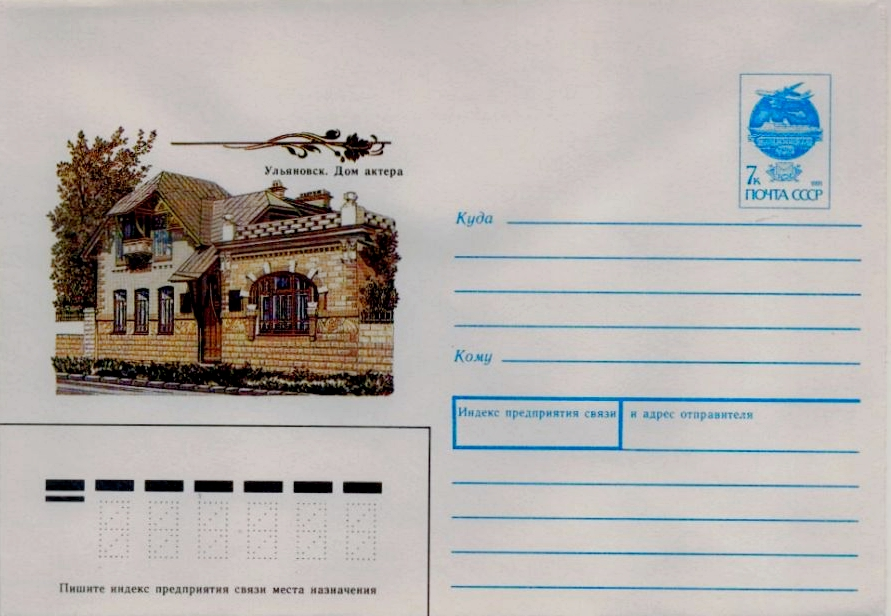
ХМК СССР, 1991. Ульяновск. Дом актёра.